# Смолицкий, Хаим Львович
Ха́им Льво́вич Смоли́цкий (6 ноября 1912; Фергана, Российская Империя — 23 июня 2003; Санкт-Петербург) — советский и российский математик, доктор физико-математических наук, специалист в области дифференциальных и интегральных уравнений.

## Биография

### Ранние годы
Родился в ферганской семье бедного аптекаря Льва Иосифовича Смолицкого. В 1936 году он окончил математико-механический факультет Ленинградского Государственного Университета и был оставлен в аспирантуре. Одновременно с написанием диссертации работал ассистентом на кафедре высшей математики Ленинградского института киноинженеров (ЛИКИ). В 1940 году под руководством классика математики профессора Николая Максимовича Гюнтера защитил диссертацию на соискание ученой степени кандидата физико-математических наук.

### Последующая деятельность
В октябре 1940 года становится преподавателем Высшего военно-морского инженерного училища им. Ф. Э. Дзержинского. С тех пор вся его жизнь была неразрывно связана с Вооруженными Силами.
С сентября 1941 г. по июнь 1944 Х. Л. Смолицкий воевал на Ленинградском и других фронтах в качестве командира взвода зенитной батареи, неоднократно был отмечен боевыми наградами.
Третьим родом войск для Х. Л. Смолицкого стала авиация — в конце войны в 1944 г. он был назначен преподавателем кафедры математики Ленинградской Военно-воздушной академии Красной Армии.
В 1950 он успешно защитил диссертацию на соискание ученой степени доктора физико-математических наук. Одним из его оппонентов, как и по кандидатской диссертации, был академик В. И. Смирнов. В 1951 г. ему было присвоено звание профессора.
В то же время с 1948 года Смолицкий участвовал в рамках Ленинградского отделения Математического института в секретной группе по атомному проекту (под руководством академика Л. В. Канторовича). Группа занималась расчётами критических масс различных ядерных зарядов для первой и второй атомных бомб. В группу, помимо Смолицкого, входили Н. М. Терентьев, В. С. Владимиров, В. Н. Кублановская, Г. А. Николаева и др.
В 1958 году в ЛКВВИА имени А. Ф. Можайского по инициативе выдающегося учёного в области теории автоматического управления Е. П. Попова создаётся одна из первых в военных вузах страны кафедра вычислительных машин, куда Смолицкий, в то время маститый учёный в области дифференциального и интегрального исчисления, был приглашен на должность старшего преподавателя. Им были поставлены такие курсы, как «Вычислительная математика», «Специальные главы математики», «Теория вероятностей» и другие.
В 1972 году Смолицкий перешёл на выделившуюся из кафедры электронной вычислительной техники кафедру математического обеспечения ЭВМ.
В 1976 году Смолицкий возвратился на кафедру математики и преподавал там до 1992 года (до 80 лет).
Похоронен на кладбище Санкт-Петербургского крематория.

### Научная деятельность
Научные работы Смолицкого в период 1937—1960 гг. были посвящены уравнениям математической физики (волновое уравнение, теория потенциалов и др.), прохождению сигналов через волноводы, обработке гравитационных измерений и др.
В 1961—1965 гг. Смолицкий занимался численными методами решения систем дифференциальных уравнений в частных производных. В этот же период он выполнил несколько работ по теории надежности, в том числе совместно с П. А. Чукреевым — одно из первых исследований по оптимальному резервированию.
Написанная им совместно с профессором С. Г. Михлиным в 1965 году книга «Приближенные методы решения дифференциальных и интегральных уравнений» получила широкую известность и была также издана в США, Японии, Германии, Польше, Словакии.
Работы Смолицкого последующих лет связаны с оценкой влияния инерции рамок карданова подвеса на ошибки гироскопа. В этой области им получены фундаментальные результаты, содержащие исчерпывающее решение проблемы. В девяностые годы своей биографии он работал в области космической навигации.
Смолицкий сразу и глубоко — ещё в годы, когда кибернетика была объявлена «лженаукой» — оценил и полюбил вычислительную технику. С 1958 г., войдя в состав вновь организованной кафедры вычислительных машин, он поставил читаемый до сих пор курс вычислительной математики, написал учебные пособия по этой дисциплине, по теории вероятностей и по элементам теории выбора оптимального поведения.
Смолицкий подготовил 10 докторов и 10 кандидатов наук, защитивших, как и их руководитель, свои диссертации в срок (Г. И. Черепанов, Е. Н. Митичкин, А. В. Булдаков, Ю. И. Рыжиков, А. Н. Свердлик, Е. Е. Сергеев, А. И. Захаров и др.)
Смолицкий является автором изобретения — с профессиональными математиками такое случается не часто. Уже в более чем зрелом возрасте он вместе с НПО «Светлана» работал над усовершенствованием математического обеспечения малых машин и калькуляторов — в частности, обосновал необходимую разрядность задания числа π.
Долгое время участвовал в работе Ленинградского математического общества.

## Интересные факты
Несмотря на то, что значительная часть жизни Х. Л. Смолицкого была связана с армией, он совершенно не был командиром, в чём сам признавался. На вопрос, как же он во время войны командовал взводом зенитной батареи, он отвечал: «Я не командовал, я просил». Но у Хаима Львовича было огромное обаяние, и коллеги относились к нему с колоссальным уважением и теплотой. На кафедре математики, где он работал, так говорили о нём: «Хаим Львович — человек библейского порядка. На тебя действуют не его звания и должности. Просто рядом с ним становишься другим».
К Х. Л. Смолицкому за консультацией в области математики обращались многие соискатели учёных степеней. Но он не давал готовых решений задач, а так строил беседу, что каждый после встречи с ним ощущал, как будто он сам решил эту задачу. В научных спорах был принципиален, но не карал за незнание, а помогал получить новые знания. В академии не принято было выходить на защиту диссертации, не сходив на консультацию к Х. Л. Смолицкому.
В 1962 году широко отмечалось 50-летие Х. Л. Смолицкого. В этот юбилей С. М. Лозинский так охарактеризовал Х. Л. Смолицкого: «Хаим Львович — прекрасный специалист, глубокий знаток науки, но удивительно скромный человек. Если он говорит, что немножко знаком с какой-то областью, то это означает, что он прекрасно владеет и разбирается в этом вопросе. Если говорит, что более-менее в чём-то разобрался, то это значит, что Хаим Львович — истина в последней инстанции, и можно уже ни к кому больше не ходить. Слова „я хорошо разобрался“ Хаим Львович никогда не говорил».
Х. Л. Смолицкий был начитан в классической литературе, прекрасно знал английский, немецкий и французский языки. На 90-летие Х. Л. Смолицкого О. А. Ладыженская, академик АН СССР, вспоминала, как будучи аспиранткой ЛГУ в конце 40-х годов, когда ведущую роль в научных публикациях по расчетам ядерных реакторов занимали французы, она обратилась за помощью в переводе статей к Х. Л. Смолицкому. Хаим Львович занимался ядерными расчетами в группе Канторовича, и любезно согласился помочь с французским молодой аспирантке.
В годы воинской службы он считался одним из лучших стрелков кафедры, был пловцом и заядлым лыжником, в 60 лет сдал нормы на только что введенный новый значок ГТО — «Бодрость и здоровье».
До конца жизни Хаим Львович старался освоить новые знания, решал математические задачи. На 85-м году жизни он приобрел персональный компьютер и освоил программирование на языке Паскаль, позже вместе с Ю. И. Рыжиковым азартно тестировал математические пакеты. На 90-м году жизни Х. Л. Смолицкий заинтересовался объектно-ориентированным программированием.